# جنگ نامتقارن

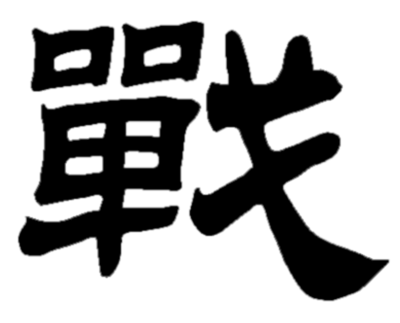

جنگ نامتقارن یا جنگ ناهمتراز (نبردهای پارتیزانی) در اصطلاح به نبردهایی گفته می‌شود که طرف‌های درگیر در آن از توانایی نظامی یکسانی برخوردار نیستند و بر خلاف جنگ‌های کلاسیک، فرمول مشخصی برای موقعیت‌های خاصّ نظامی ندارند؛ بلکه از عملیات گوناگون، معمولاً از عامل غافلگیری، برای ضربه زدن به یکدیگر استفاده می‌کنند.
وقتی کشوری با مساحت و قدرت نظامی کوچک مانند ویتنام، با یکی از بزرگ‌ترین قدرت‌های نظامی جهان یعنی ایالات متحده آمریکا روبرو می‌شود، مجبور است به روشهای نامتقارن متوسل شود.
در این شرایط، به دلیل برتری محسوس کشور قویتر این جنگ به یک جنگ تمام‌عیار تبدیل خواهد شد؛ که همین تمام عیار بودن از یک طرف می‌تواند باعث نامتقارن شدن جنگ شود.
در واقع با ملاحظات منطق ریاضی، می‌توان اینگونه انگاشت؛ که سطح امکانات بالای یک طرف درگیر جنگ، باعث اجتناب از رویارویی رو در رو (مستقیم و متقارن) از طرف دیگر ضعیف تر می‌شود.
به همین سان آشنایی بهتر طرف ضعیف بازمین و اقلیم خود و توسل به ابزار سبک با توانایی‌های بالای تکنیکی و تاکتیکی، طرف قوی را وادار به انتخاب روش‌های نامتعارف و ناشناخته یا در واقع، ابتکار می‌کند که این اجتناب ناپذیر است.